# 선생님의 일기
《선생님의 일기》(태국어: คิดถึงวิทยา, 영어: Teacher's Diary)는 2014년에 개봉한 태국의 멜로, 로맨스, 드라마 영화이다.

## 캐스팅
- 레일라 분야삭 - 앤 역
- 비 스크릿 위셋케우 - 송 역
- 수꼴라왓 카나로스 - 누이 역
- 추티마 티파나르트 - 남 역
- 위타왓 싱람퐁 - 남의 새로운 남자친구 역

## 줄거리
남자 교사 송은 외딴 시골 수중 마을로 전근하여 아이들을 가르치게 된다.
하지만 아이들은 자꾸만 이전 선생님인 앤을 그리워하게 되고, 송은 칠판위에 있는 앤선생님의 일기를 발견하게 된다.
송은 앤이 일기에 작성한 상황과 자신의 상황이 너무 비슷해 서로의 마음을 맞추어가게 되고, 송은 앤을 좋아하게 되어
학생들에게 앤선생님을 그려보아라, 어땠느냐 등의 질문을 한다. 그렇게 서로의 마음은 가까워 지게 되고.....

## 같이 보기
- 포비아